# Woidboyz
Die Woidboyz sind drei bayerische Freunde, die hauptsächlich im Bayerischen Fernsehen zu sehen ist. Dabei sind sie für spontane Unterhaltung in der Öffentlichkeit sowie die spontane Einbeziehung von vorbeigehenden Fußgängern bekannt.
Der Name Woidboyz ist eine bayerisch-englische Eigenkreation und symbolisiert dadurch eine Kombination von Tradition, bairischem Dialekt und Moderne: Das bayerische Wort „Woid“ (deutsch: Wald) steht für den Bayerischen Wald, in dessen unmittelbarer Nähe die Jungs (englisch „Boyz“) der Comedygruppe aufwuchsen.

## Die Woidboyz
Die Woidboyz, geboren zwischen 1980 und 1983, kommen aus Niederbayern und der Oberpfalz.
Aktuell sind sie seit 2014 zu dritt unterwegs:
- Bastian „Basti“ Kellermeier.[2]
- Ulrich „Uli“ Nutz aufgewachsen in Landshut.[3]
- Andreas „Andi“ Weindl.[4]

Von 2006 bis 2013 war außerdem Thomas „Tom“ Hack ein Mitglied der Woidboyz.

## Geschichte
Die Gruppe erreichte durch diverse Internetvideos Bekanntheit. Im Rahmen ihres Medientechnik-Studiums an der FH Deggendorf drehten sie ihre ersten Clips als Woidboyz. Mit ihrem selbst gedrehten Film „Woidboyz – The MuhVieh“ schafften sie es 2006 ins Kino. Von 2007 bis 2012 waren Tom Hack, Bastian Kellermeier, Ulrich Nutz und Andreas Weindl im Rahmen der Jugendsendung on3-südwild des Bayerischen Rundfunks in diversen Rubriken und Clips unterwegs. 2011 gewannen sie mit ihrer Rubrik „WaschGang“ die Freimann-Rolle für den besten journalistischen Beitrag im Bayerischen Fernsehen.
Nach Einstellung von on3-südwild im Jahr 2012 waren sie mit ihren eigenen Sendungen Woidboyz WaschGang, Woidboyz EDEN, Der wilde Woidboyz-Comedy-Mix im Bayerischen Fernsehen zu sehen. Im Vergleich zu ihren schrägen, gewagten Clips aus den Anfängen der Comedy-Gruppe sind ihre TV-Sendungen deutlich gesitteter, jedoch mit Beibehaltung ihres teils frechen Auftretens.
Nachdem Tom Hack die Gruppe Ende 2013 verlassen hatte, sind die Woidboyz seitdem nur noch zu dritt unterwegs. Anstatt der bisherigen Formate entwickelten sie die neue Sendung Woidboyz in Town, die von 2014 bis 2015 zu sehen war. Von 2015 bis 2021 reisen sie für ihre neue Sendung Woidboyz on the Road ohne Geld per Anhalter quer durch Bayern.
Seit 2022 sind sie mit ihrem neuen Format Woidboyz: Hilfe ist unterwegs! unterwegs, in dem sie Menschen, die sich vorab bewerben können, bei einer bestimmten Tätigkeit unterstützen. Die Sendung wird seitdem nicht mehr von PULS, sondern von Bayern1 für den Bayerischen Rundfunk produziert.

## Sendungen

### TV-Sendungen
Die Woidboyz waren und sind mit folgenden eigenen Sendungen im Bayerischen Fernsehen zu sehen:
| Sendereihe                    | Sendezeit | Sendelänge    | Jahre     | Folgen                                         | Beschreibung |
| ----------------------------- | --- | ------------- | --------- | ---------------------------------------------- | --- |
| Woidboyz WaschGang            | einmal im Monat am Freitag um 23:15 Uhr | 45 Minuten    | 2011–2013 | 6 (in 2 Staffeln)                              | Die 'Woidboyz' fuhren durch Bayern und klingelten rein zufällig an fremden Haustüren, um die Leute zu bitten, ihre dreckige Wäsche zu waschen. Sofern sich jemand dazu bereiterklärte, nutzten die Jungs die Zeit, während die Waschmaschine lief, um in spontanen Gesprächen mehr über die Menschen und deren Leben zu erfahren. |
| Woidboyz EDEN                 | einmal im Monat am Freitag um 23:15 Uhr | 45 Minuten    | 2013–2014 | 7                                              | In dieser Talkshow luden die 'Woidboyz' einen prominenten Gast in ihren privaten Schrebergarten, ihren „Garten Eden“ ein, um in Spielen und Gesprächen mehr über ihren Gast zu erfahren. |
| Der wilde Woidboyz Comedy Mix | im Nachtprogramm von Freitag auf Samstag | 30 Minuten    | 2013–2014 | 46                                             | Hierbei handelte es sich um einen Zusammenschnitt von verschiedenen kurzen Sketchen, die die 'Woidboyz' auf den Straßen Bayerns spontan durchgeführt und dabei vorbeigehende Fußgänger involviert und interviewt hatten. |
| Woidboyz in Town              | staffelweise, erste Staffel Freitag 23:15 Uhr, zweite Staffel Dienstag 22:00 Uhr | 45 Minuten    | 2014–2015 | 10 (in 2 Staffeln)                             | Die 'Woidboyz' besuchen eine bestimmte Stadt in Bayern. Die Sendung besteht sowohl aus dokumentations- und reportageartigen Elementen als auch aus Comedy-Einlagen und Musik. Als zentraler Sendeort wird jeweils vorher ein ortsansässiges Geschäft ausgewählt. Von dort aus schlüpfen die Jungs in unterschiedliche Rollen und suchen spontane Unterhaltungen. Einer der drei Männer versucht sich dabei als Mitarbeiter in dem ausgewählten Unternehmen, der zweite begibt sich auf die Straßen und versucht die Fußgänger mit Spiel- und Showeinlagen sowie spontanen, witzigen Interviews zu unterhalten, der dritte begibt sich auf die Mission, einen bestimmten Auftrag mit Hilfe der Ortsbewohner zu erfüllen. Mitentwickelt und produziert wurde dieses Format von den Filmographen www.filmographen.de. |
| Woidboyz on the Road          | staffelweise, Staffeln 1–2: Montag bis Freitag 17:00 Uhr Staffel 3: Donnerstag um 22:30 Uhr Staffeln 4–22: Donnerstag um 23:15 Uhr oder 23:30 Uhr Staffeln 23–25: Sonntag ab 23:30 Uhr oder 24:00 Uhr | 30 Minuten    | 2015–2021 | 125 (in 25 Staffeln á 5 Folgen)                | Die 'Woidboyz' reisen ohne Geld per Anhalter durch Bayern. Von einem ausgewählten Startort aus versuchen sie mit Hilfe von spontanen Autofahrern gemäß dem Zufall, in näher gelegene Ortschaften weiterzureisen. Während der Autofahrt versuchen sie durch Gespräche, mehr über das private Leben ihrer zufällig getroffenen Fahrer zu erfahren. Auf der Suche nach kostenlosem Essen und kostenlosen Übernachtungen in Privathäusern treffen sie dabei immer wieder interessante Menschen. |
| Woidboyz: Hilfe ist unterwegs | staffelweise, Sonntag ab 23:30 Uhr oder 24:00 Uhr, außerdem vorab wöchentlich auf dem Bayern-1-YouTube-Kanal                                                                                          | 15–20 Minuten | 2022–     | 30 (in 3 Staffeln á 10 Folgen; Stand Mai 2023) | Die Woidboyz können aus der Community zur Hilfe gerufen werden. Sie kommen dann an um bei den angefragten Tätigkeiten, oft handwerklicher Art, zu helfen. |

### Die Woidboyz im Radio
Seit 2013 sind die Woidboyz auch im Radio zu hören. Jeden ersten Sonntag im Monat moderieren sie von 20:00 bis 22:00 Uhr ihre Sendung Woidnoize Radiosender Puls des Bayerischen Rundfunks.